# Трестієній-де-Сус
Трестієній-де-Сус (рум. Trestienii de Sus) — село у повіті Прахова в Румунії. Входить до складу комуни Думбрава.
Село розташоване на відстані 50 км на північ від Бухареста, 16 км на схід від Плоєшті, 98 км на південний схід від Брашова.

## Населення
За даними перепису населення 2002 року у селі проживали 227 осіб, усі — румуни. Усі жителі села рідною мовою назвали румунську.